# Hecátero
En la mitología griega Hecátero (Ἑκάτερος) o Hecateo (Ἑκᾰτέος), esto es, un «centenar», es un personaje oscuro solo citado por Estrabón, que nada agrega acerca de su naturaleza. Probablemente fuera un démon, al ser el padre de varias deidades menores colectivas.

El geógrafo, disertando acerca de los curetes, dice que no sólo eran conocidos como servidores de los dioses, sino que también ellos mismos eran tenidos por dioses. Hesíodo, por ejemplo, dice que de Hecátero y de la hija de Foroneo nacieron cinco hijas:
«De las que a su vez nacieron las Ninfas, diosas de los montes, y también la raza de los Sátiros ineptos, nulos para el trabajo, y además los Curetes, dioses juguetones, danzarines».
Y el autor de la Forónide sé refiere a los Curetes ya como «flautistas», ya como «frigios», y otros escritores los llaman «hijos de la Tierra» y «portadores de broncíneos escudos». Otros llaman «frigios» no a los Curetes, sino a los Coribantes, mientras que a aquéllos los llaman «krêtes» (esto es, cretenses), y añaden que fueron los primeros que en Eubea llevaron armas de bronce, por lo que también recibieron el nombre de «calcideos» (esto es, «broncíneos»).
Estas cinco hijas pudieran ser conjeturalmente las Hecatérides, aunque ninguna fuente las denomina con ese nombre. Su nombre ha sido interpretado como una referencia a la hekateris (una danza rústica que implica manos moviéndose rápidamente), y a él mismo como un patrón o personificación de esta danza.

## Ences externos
- El hilo de Ariadna - Dioses griegos rústicos

- Datos: Q177945